# Maria Schrader
Maria Schrader (ur. 27 września 1965 w Hanowerze) – niemiecka aktorka filmowa, teatralna i telewizyjna, reżyserka, scenarzystka i producentka filmowa. Laureatka Srebrnego Niedźwiedzia dla najlepszej aktorki podczas 49. MFF w Berlinie za rolę w filmie Aimée & Jaguar (1999).

## Życiorys
Maria Schrader urodziła się w Hanowerze, jako córka malarza i rzeźbiarki. Uczęszczała do Matthias-Claudius-Gymnasium w Gehrden, w pobliżu Hanoweru, gdzie przez kilka lat była członkinią szkolnego teatru. Mając 15 lat rozpoczęła karierę aktorską w profesjonalnym teatrze. W 1983 roku rozpoczęła studia na wydziale dramatycznym w Max Reinhardt Seminar w Wiedniu, ale przerwała naukę po dwóch latach. W teatrze Berliner Schaubühne rozpoczęła szkolenie pod opieką Mirki Yemen Dzaris.
W latach 1982/83 była członkinią zespołu artystycznego Niedersächsisches Staatstheater w Hanowerze. Następnie występowała w Wiedniu, Wenecji i w Bonn. W 1988 roku zadebiutowała w filmie komediowym RobbyKallePaul, w reżyserii Daniego Levy, pod którego kierunkiem zagrała w jedenastu pozostałych filmach i z którym przez kilka lat pozostawała w nieformalnym związku.
Pierwsze filmowe sukcesy odniosła w filmach Burning Life Petera Welza i Nikt mnie nie kocha Doris Dörrie (obydwa z 1994 roku).
W 1999 roku wystąpiła w filmie Aimée & Jaguar w reżyserii Maksa Färberböcka, za który otrzymała Srebrnego Niedźwiedzia dla najlepszej aktorki podczas 49. MFF w Berlinie oraz Niemiecką Nagrodę Filmową.
W 2007 roku wyreżyserowała film Liebesleben, do którego wraz z Lailą Stieler napisała scenariusz, a w 2020 roku serial Unorthodox, za który nagrodzono ją Emmy.
Zagrała jedną z głównych ról w filmie W ciemności (2011) w reżyserii Agnieszki Holland. Zasiadała w jury konkursu głównego na 75. MFF w Berlinie (2025).
Maria Schrader ma córkę (ur. 1998) ze związku z Rainerem Kaufmannem. Mieszka w Berlinie.

## Filmografia
Filmy fabularne
- 2011: W ciemności (In Darkness) jako Paulina Chiger
- 2010: Powrót Krokodyli (Vorstadtkrokodile 2) jako Matka Kaia
- 2009: Die Seele eines Mörders jako Orli Schochan
- 2009: Krokodyle (Vorstadtkrokodile) jako Matka Kaia
- 2008: Patchwork jako Xenia Napolitano-Freitag
- 2007: Auf dem Vulkan jako Eva Jung
- 2005: Acting jako Annabella
- 2005: Kraina śniegu (Schneeland) jako Elisabeth
- 2004: The Tulse Luper Suitcases, Part 2: Vaux to the Sea jako Felicite
- 2003: Rosenstrasse jako Hannah Weinstein
- 2002: Ojciec (Väter) jako Melanie Krieger
- 2002: Die Nibelungen jako Kriemhild
- 2002: Operation Rubikon jako Sophie Wolf
- 2001: Viktor Vogel – Karierowicz (Viktor Vogel – Commercial Man) jako Johanna von Schulenberg
- 2001: Emil i detektywi (Emil und die Detektive) jako Pastorin Hummel
- 2001: Ausflug jako Nauczycielka
- 2000: Josephine jako Al
- 1999: Die Hochzeitskuh jako Konsjerż Hotelu Luxury
- 1999: Aimée & Jaguar jako Felice Schragenheim (Jaguar)
- 1998: Czy jestem piękna? (¿Bin ich schön?) jako Elke
- 1998: Żyrafa (Meschugge) jako Lena Katz
- 1997: Der Kindermord jako Katrin Menzel
- 1997: Wieloryb (The Unfish) jako Sophie Moor
- 1996: Eine unmögliche Hochzeit jako Matka Holly
- 1995: Death a la Carte jako Ute Böning
- 1995: Flirt jako Kobieta w barze
- 1995: Cicha noc (Stille Nacht) jako Julia
- 1994: Burning Life jako Anna Breuel
- 1994: Nikt mnie nie kocha (Keiner liebt mich) jako Fanny Fink
- 1994: Einer meiner ältesten Freunde jako Marion
- 1993: Magic Müller jako Petra
- 1993: Je m’appelle Victor jako Yvette
- 1993: Neues Deutschland (nowela „Ohne Mich”)
- 1993: Ohne mich
- 1993: Halbe Welt jako Sunny
- 1992: I Was on Mars jako Silva
- 1989: RobbyKallePaul jako Malu
- 1988: Goldjunge jako Dolores

Seriale telewizyjne
- 2018: Deutschland 86 jako Lenora Rauch
- 2018: The City & The City jako Quissima Dhatt
- 2015: Deutschland 83 jako Lenora Rauch
- 2008: Tatort jako Iris Raven
- 1999: Droga do Santiago (Camino de Santiago) jako Helena Bauen
- 1995: Peter Strohm jako Leonie
- 1990: Liebesgeschichten

Reżyserka
- 2021: Jestem twój (Ich bin dein Mensch)
- 2020: Unorthodox
- 2016: Pożegnanie z Europą (Vor der Morgenröte)
- 2007: Liebesleben

Scenarzystka
- 2007: Liebesleben
- 1998: Żyrafa (Meschugge)
- 1995: Cicha noc (Stille Nacht)
- 1992: I Was on Mars
- 1989: RobbyKallePaul

## Nagrody
- Nagroda na MFF w Berlinie Najlepsza aktorka: 1999 Aimée & Jaguar